# Góra Królowej Bony
Góra Królowej Bony – wzniesienie niedaleko Starej Łomży. Razem z leżącym tuż obok Wzgórzem Świętego Wawrzyńca związane jest z dawną (przed rokiem 1400) lokacją Łomży.
Nazwa określa jednocześnie wzgórze i grodzisko pozostałe po wczesnośredniowiecznym grodzie, który datowany jest na IX-X wiek. Był to jeden z najbardziej wysuniętych na północny wschód grodów obronnych Mazowsza. Jego położenie wskazuje na charakter obronny. Od północnego wschodu zabezpieczeniem dla grodu była nie tylko Narew, ale także szeroka i bagnista dolina rzeki. Do dziś zachowały się także pozostałości wałów ziemnych otaczających gród.
Na sąsiednim wzniesieniu zwanym Wzgórzem Świętego Wawrzyńca według legendy i zapisków kościelnych miał stać kościół parafialny, wybudowany przez św. Brunona z Kwerfurtu, ok. 1000 roku.